# I-WANT星勢力
I-WANT星勢力（英文：I-WANT STAR POWER），是台灣2016年成立的流行音樂團體，由六名來自不同文化背景的歌手舞炯恩、曾宇辰、蕭牧時、馮玟璇、呂傑與林忠培組織而成的重唱組合。2016年11月20日榮獲2017年夏季世界大學運動會主題曲甄選冠軍，於2017年3月以出道作品世大運主題曲《擁抱世界擁抱你》引起各界關注。並於2017年8月19日擔任本屆2017世界大學運動會開幕序曲《擁抱世界擁抱你》的表演嘉賓。2018年4月16日，蕭牧時因生涯規劃離開團隊，「台日」新女聲《冠軍》歌手贊薇成為I-WANT星勢力2018年新任團員，2020年9月蕭牧時歸隊。

## 成員資料
| 現任成員列表 | 現任成員列表 | 現任成員列表 | 現任成員列表  | 現任成員列表 |
| ------------ | ------------ | ------------ | ------------- | ------------ |
| 姓名         | 藝名         | 英文名字     | 出生日期      |              |
| 舞炯恩       | 舞炯恩       | Kris         | 1994年6月20日 |              |
| 曾宇辰       | 曾宇辰       | Angel        | 1990年12月5日 |              |
| 馮玟璇       | 馮玟璇       | Bernice      | 1995年1月12日 |              |
| 林忠培       | 林忠培       | Sasuyu       | 1992年7月6日  |              |
| 呂傑         | 呂傑         | a Jay        | 1994年9月17日 |              |
| 蕭牧時       | 蕭牧時       | Mushi        | 1989年8月31日 |              |
| 吳薇         | 贊薇         | Wei Wei      | 1993年4月19日 |              |

## 發表作品
```
2016年【靠近我】I-WANT星勢力流行音樂公益唱作大賽主題曲                                                   
2017年【擁抱世界擁抱你】台北世界大學運動會主題曲                                
2017年【奔跑吧！孩子】全國泰雅族運動會主題曲   
2018年【花Hana】台中世界花卉博覽會原生秘境主題曲
2018年【烙席辣】台灣原創流行音樂大獎創作曲
2018年【最好的我】單曲發行                           
2019年【鳥瞰Party】台東熱氣球嘉年華主題曲
2019年【慾望城市】盧貝松導演電影【安娜】中文宣傳曲
2019年【天使】單曲發行
2019年【呷呸辣【台灣原創流行音樂大獎創作曲
2019年【平安豬】台灣原創流行音樂大獎創作曲
2020年【撿到槍】單曲發行
2020年【根專輯】發行 
2021年【原住民的孩子】單曲發行
```

## 獲得獎項
2017年 台北世大運主題曲【冠軍】
2017年 香港AEG Music Channel 歌曲排行榜【冠軍】
2018年 台北電影節【最佳新演員獎】
2018年 台灣原創流行音樂大獎【貳獎】
2019年 台灣原創流行音樂大獎【首獎】
2019年 台灣原創流行音樂大獎【貳獎】
2019年 台灣原創流行音樂大獎【現場表演獎】

## 外部連結
- 藏雲娛樂 官方粉絲專頁（页面存档备份，存于）
- I-WANT星勢力 官方粉絲專頁（页面存档备份，存于）
- 2017世大運主題曲《擁抱世界擁抱你》Official MV（页面存档备份，存于）